# Promachus minusculus
Promachus minusculus är en tvåvingeart som beskrevs av James Stewart Hine 1911. Promachus minusculus ingår i släktet Promachus och familjen rovflugor. Inga underarter finns listade i Catalogue of Life.